# مزيتة

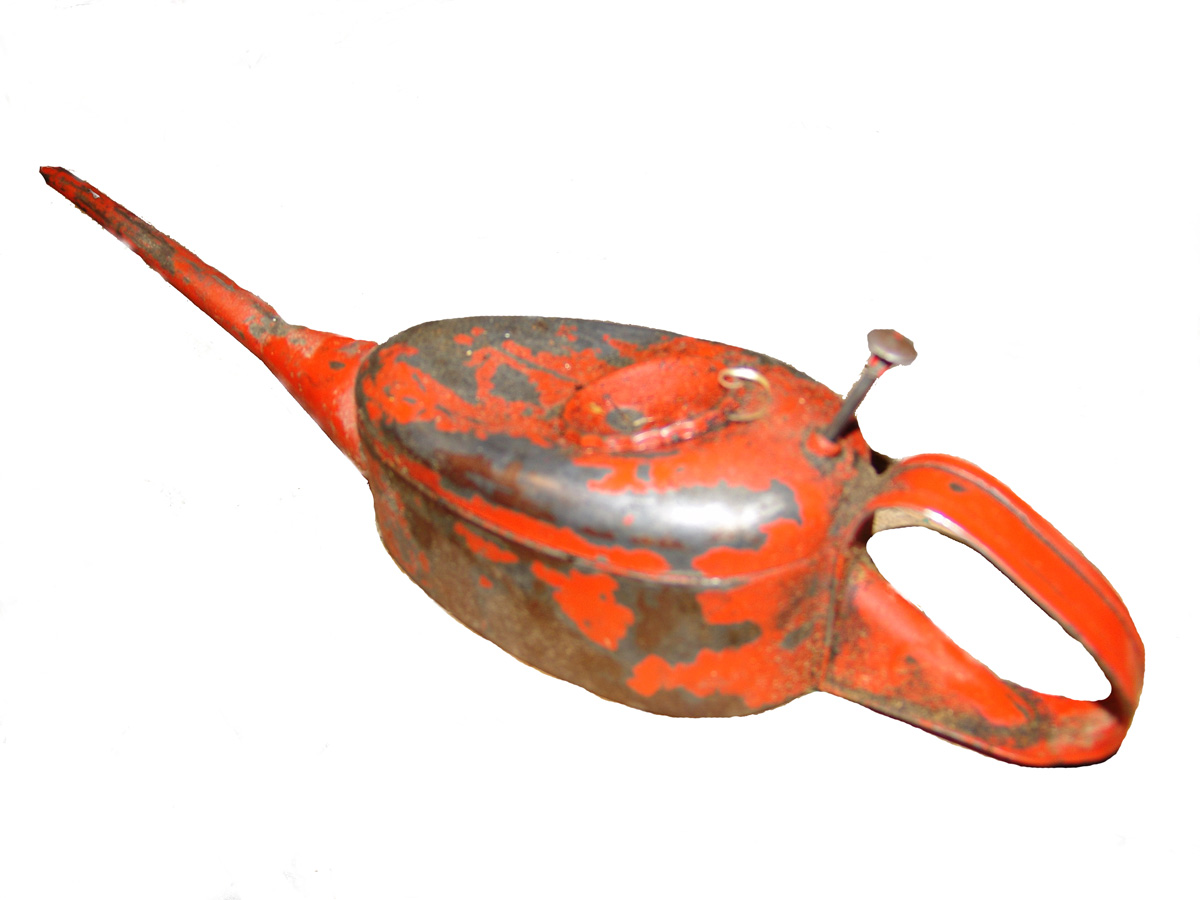
مزيتة.

المِزْيَتَة (الجمع: مَزَايِت) هي أداة للتزييت، وهو وعاء يُحمل بداخله الزيت (عادةً زيوت المحركات) وذلك لتشحيم الآلات، وكذلك الزيوت الأخرى التي تُستعمل لإشعال الفوانيس أو لتليين الآلات، وتأتي بمجموعة متنوعة من التصاميم، منها ما هو اسطواني أو ذو قاعدة ويتدلى منها صنبور طويل، مع مقابض للمسك.